# Antibiòtic glicopèptid

La Vancomicina és un exemple d'antibiòtic glicopèptid. En la imatge s'observa l'estructura peptídica cíclica amb grups carbohidrat units covalentment.

Els antibiòtics glicopèptids, en anglès:Glycopeptide antibiotics, són una classe d'antibiòtics caracteritzada per una estructura peptídica cíclica a la qual s'uneixen grups carbohidrat covalentment. Entre els més importants es troben els següents: vancomicina, teicoplanina, dalvabancina i oritavancina.
L'ús dels glicopèptids com a antibiòtics va començar amb la vancomicina, descoberta en 1953 per Edmund Kornfeld (treballador d'Eli Lilly) a partir d'una soca d'Amycolatopsis orientalis, un bacil grampositiu ramificat pertanyent a la família Pseudonocardiaceae, aïllada del sòl de l'illa de Borneo. La resta d'antibiòtics glicopèptids són semisintètics. Dins d'aquest grup d'antibiòtics podem considerar els lipoglicopèptids (com la telavancina, la dalvabancina o l'oritavancina) com a glicopèptids de segona generació.

## Mecanisme d'acció
Inhibeixen la síntesi de la paret cel·lular dels bacteris sensibles en inhibir la síntesi del peptidoglicà.
La vancomicina i la teicoplanina s'uneixen a l'acil-D-alanil-D-alanina amb el lípid II, evitant així que s'afegisquen noves unitats al peptidoglicà el qual, per tant, no podrà seguir sintetitzant-se, causant la mort del bacteri. Els lipoglicopèptids actuen de la mateixa forma però gràcies al seu grup lipòfil generen una unió més forta a través del lípid II i, a més, per presentar major lipofília, fan la membrana més permeable cosa que perjudica encara més la viabilitat del bacteri.
Altres glicopèptids com la corbomicina i la complestatina, tot i estar estructuralment relacionats amb la vancomicina, tenen un mecanisme d'acció diferent. Aquests actuen inhibint les autolisines, enzims essencials en la construcció del peptidoglicà sense els quals no es pot produir la divisió cel·lular. Cap d'aquests dos antibiòtics estan aprovats per ser usats en humans.

## Ús
Els antibiòtics glicopèptids presenten un ampli espectre d'acció. Són principalment efectius contra la majoria dels grampositius. Per la seua estructura i pes molecular, els glicopèptids no penentren bé als teixits, la seua administració ha de ser per via parenteral. Com que no són absorbits per la mucosa intestinal, no poden passar al torrent sanguini en cas d'administració oral. Aquesta característica és aprofitada per poder tractar la diarrea causada per Clostridioides difficile amb un preparat oral de vancomicina sense perill de nefrotoxicitat. Per la seva nefrotoxicitat, l'ús es restringeix a infeccions amb bacteris resistents a altres antibiòtics més segurs com els betalactàmics, per això s'usa en casos d'infecció per MRSA. Tampoc travessen la barrera hemato-encefàlica, no penetren en el líquid cefalorraquidi (LCR).

## Mecanismes de resistència

#### Resistència natural
Els bacteris gramnegatius són naturalment resistents als glicopèptids ja que no poden penetrar a través de la seva membrana externa i no poden arribar a la seva diana, el peptidoglicà. Els bacteris del gènere Leuconostoc també ho són, ja que el seu peptidoglicà està format per subunitats de D-alanil-D-lactat en comptes de D-alanil-D-alanina. Els bacteris del gènere Lactobacillus són resistents a la vancomicina i la teicoplanina.

#### Resistència adquirida
En el gènere Enterococcus s'han descrit 8 gens de resistència als glicopèptids: VanA, VanB, VanC, VanD, VanE, VanL, VanM i VanN. S'han trobat en elements genètics mòbils com plasmidis o també a dins del cromosoma. Els més freqüents són el VanA i el VanB en soques d'Enterococcus faecium i d'Enterococcus faecalis, són vehiculitzats per plasmidis i transmesos d'un enterococ a l'altre mitjançant la conjugació bacteriana.